# Dolderbach
Der Dolderbach ist ein, inklusive seines Stadtbach genannten Oberlaufs, etwa 7,6 km langer, nördlicher und linker Zufluss der Großen Lauter im baden-württembergischen Landkreis Reutlingen.

## Geographie

### Verlauf
Der Stadtbach entspringt auf einer Höhe von 696 m ü. NHN im Stadtgebiet von Münsingen. Durch die städtebauliche Überformung ist der genaue Ursprung nicht eindeutig. Nach der historischen Flurkarte Württembergs lag eine Quelle im Bereich des heutigen Freibads am Hungerberg.
Vom westlichen Stadtrand fließt der Bach zunächst in westliche, dann in südwestliche Richtung parallel zur Landesstraße 230 und zur Trasse der Schwäbischen Albbahn bis zum Dolderkopf, den er auf der westlichen Seite umfließt. Er wendet seine Fließrichtung nach Süden und vereinigt sich südlich des Dolderkopf mit dem Dolderbach, der hier aus dem Dolderbrunnen entspringt und dessen Namen er ab dem Zusammenfluss übernimmt. Wenige Meter unterhalb des Zusammenflusses unterquert der Dolderbach die Landesstraße 247 und fließt als begradigter Graben parallel zur Straße bis unterhalb des Schlosses Grafeneck, wo er die Straße und die Bahntrasse abermals unterquert. Ab hier fließt er, wiederum begradigt, parallel zur Bahntrasse nach Marbach an der Lauter. Dort unterquert er die Landesstraße 249 und mündet kurz darauf auf einer Höhe von 642 m ü. NHN von links und Norden in die Große Lauter.
Der 7,1 km lange Lauf des Dolderbachs inklusive Stadtbach endet etwa 54 Höhenmeter unterhalb seines Ursprungs, er hat somit ein mittleres Sohlgefälle von etwa 7,1 ‰.

### Einzugsgebiet
Das Einzugsgebiet ist rund 35,1 km² groß und gehört naturräumlich zur Mittleren Kuppenalb. Sein höchster Punkt liegt im Nordwesten im Gewann Buchhalde bei Dottingen auf 866 m ü. NHN.
Es grenzt im Norden an das Einzugsgebiet des Neckarzuflusses Erms. Dieser Abschnitt ist also Teil der Europäischen Hauptwasserscheide zwischen Donau und Schwarzem Meer diesseits und Rhein und Nordsee jenseits. Im Osten grenzen die Einzugsgebiete von Schmiech und Sondernach, im Süden und Westen das der Großen Lauter selbst an.
Geologisch stehen im gesamten Einzugsgebiet Schichten des Oberjuras an.

### LUBW
Amtliche Online-Gewässerkarte mit passendem Ausschnitt und den hier benutzten Layern: Lauf und Einzugsgebiet des Dolderbachs

Allgemeiner Einstieg ohne Voreinstellungen und Layer: Daten- und Kartendienst der Landesanstalt für Umwelt Baden-Württemberg (LUBW) (Hinweise)
1. 1 2  Höhe ermittelt über WPS-Prozess (Geländehöhe).
2. ↑  Länge nach dem Layer Gewässernetz (AWGN).
3. ↑  Einzugsgebiet nach dem Layer Basiseinzugsgebiet (AWGN).
4. ↑  Höhe nach schwarzer Beschriftung auf dem Hintergrundlayer Topographische Karte.

### Andere Belege
1. ↑  Nach dem Layer Historische Flurkarten (Württemberg) in der Kartenbasierte Suche auf LeoBW
2. ↑  Friedrich Huttenlocher: Geographische Landesaufnahme: Die naturräumlichen Einheiten auf Blatt 178 Sigmaringen. Bundesanstalt für Landeskunde, Bad Godesberg 1959. → Online-Karte (PDF; 4,3 MB)
3. ↑  Geologie nach den Layern zu Geologische Karte 1:50.000 auf: Mapserver des Landesamtes für Geologie, Rohstoffe und Bergbau (LGRB) (Hinweise)